# Ritchie McKay
Ritchie Lawrence McKay (Indianapolis, Indiana, 1965. április 22. –) amerikai kosárlabdázó és kosárlabdaedző, 2015-től a Liberty Flames vezetőedzője.
A Westwood Középiskolában érettségizett, majd a Seattle Pacific Universityn kosárlabdázott. Feleségével, Julie-val egy lányuk (Ellie) és két fiuk (Luke és Gabriel) született.

## Pályafutása
Több edzőhelyettesei pozíció után 1986-ban a Portland State Vikings vezetőedzője lett; kudarcos első szezonja után második évében a konferencia harmadik helyéig jutottak. 1998-ban a Colorado State Rams, 2000-ben az Oregon State Beavers, 2002-ben pedig a New Mexico Lobos vezetőedzője lett. 2005-ben megnyerték a Mountain West Conference-tornát, ezzel kijutottak az NCAA bajnokságára. 2007 februárjában kirúgták.
2007-ben a Liberty Flames munkatársa lett; a csapat kijutott a Big South Conference bajnokságára. Második szezonjában részt vettek a CollegeInsider.com Postseason Tournamenten. A szezon végén barátja, Tony Bennett a Virginia Cavaliers vezetőedzője, McKay pedig az ő helyettese lett. 2015. április 1-jén a Liberty Flames vezetőedzőjévé nevezték ki.
2019-ben elnyerte a Jim Phelan-díjat.

## Eredményei vezetőedzőként
| Szezon | Eredmény                                    | Eredmény                                    | Helyezés                                    | Továbbjutás                                 |
| Szezon | Összesen                                    | Konferencia                                 | Helyezés                                    | Továbbjutás                                 |
| Portland State Vikings (Big Sky Conference)                                                                                        | Portland State Vikings (Big Sky Conference) | Portland State Vikings (Big Sky Conference) | Portland State Vikings (Big Sky Conference) | Portland State Vikings (Big Sky Conference) |
| --- | ------------------------------------------- | ------------------------------------------- | ------------------------------------------- | ------------------------------------------- |
| 1996–97 | 9–17                                        | 6–10                                        | 7.                                          | –                                           |
| 1997–98 | 15–12                                       | 10–6                                        | T–3.                                        | –                                           |
| Portland State: | 24–49 (.453)                                | 16–16 (.500)                                | –                                           | –                                           |
| Colorado State Rams (Western Athletic Conference)                                                                                  |                                             |                                             |                                             |                                             |
| 1998–99 | 19–11                                       | 7–7                                         | T–4.                                        | NIT negyeddöntő                             |
| Colorado State Rams (Mountain West Conference)                                                                                     |                                             |                                             |                                             |                                             |
| 1999–00 | 18–12                                       | 8–6                                         | T–4.                                        | –                                           |
| Colorado State: | 37–23 (.617)                                | 15–13 (.536)                                | –                                           | –                                           |
| Oregon State Beavers (Pacific-10 Conference)                                                                                       |                                             |                                             |                                             |                                             |
| 2000–01 | 10–20                                       | 4–14                                        | T–9.                                        | –                                           |
| 2001–02 | 12–17                                       | 4–14                                        | 9.                                          | –                                           |
| Oregon State: | 22–37 (.373)                                | 8–28 (.222)                                 | –                                           | –                                           |
| New Mexico Lobos (Mountain West Conference)                                                                                        |                                             |                                             |                                             |                                             |
| 2002–03 | 10–18                                       | 4–10                                        | 7.                                          | –                                           |
| 2003–04 | 14–14                                       | 5–9                                         | T–5.                                        | –                                           |
| 2004–05 | 26–7                                        | 10–4                                        | 2.                                          | NCAA Round of 64                            |
| 2005–06 | 17–13                                       | 8–8                                         | 5.                                          | –                                           |
| 2006–07 | 15–17                                       | 4–12                                        | T–8.                                        | –                                           |
| New Mexico: | 82–69 (.543)                                | 31–43 (.419)                                | –                                           | –                                           |
| Liberty Flames (Big South Conference)                                                                                              |                                             |                                             |                                             |                                             |
| 2007–08 | 16–16                                       | 7–7                                         | 4.                                          | –                                           |
| 2008–09 | 23–12                                       | 12–6                                        | 3.                                          | CIT elődöntő                                |
| Liberty Flames (Big South Conference)                                                                                              |                                             |                                             |                                             |                                             |
| 2015–16 | 13–19                                       | 10–8                                        | T–5.                                        | –                                           |
| 2016–17 | 21–14                                       | 14–4                                        | 3.                                          | CIT negyeddöntő                             |
| 2017–18 | 22–15                                       | 9–9                                         | T–5.                                        | CIT elődöntő                                |
| Liberty Flames (Atlantic Sun Conference)                                                                                           |                                             |                                             |                                             |                                             |
| 2018–19 | 29–7                                        | 14–2                                        | T–1.                                        | NCAA Round of 32                            |
| 2019–20 | 30–4                                        | 13–3                                        | T–1.                                        | A szezon megszakadt                         |
| 2020–21 | 23–6                                        | 11–2                                        | 1.                                          | NCAA Round of 64                            |
| 2021–22 | 22–11                                       | 12–4                                        | 1.                                          | –                                           |
| 2022–23 | 27–9                                        | 15–3                                        | T–1.                                        | NIT második kör                             |
| Liberty Flames (Conference USA) |                                             |                                             |                                             |                                             |
| 2023–24 | 18–14                                       | 7–9                                         | T–4.                                        | –                                           |
| Liberty: | 244–127 (.658)                              | 124–57 (.685)                               | –                                           | –                                           |
| Összesen: | 409–285 (.589)                              | –                                           | –                                           | –                                           |
| Jelmagyarázat: Konferenciaszezon-bajnok Konferenciaszezon- és konferenciatorna-bajnok Divíziószezon-bajnok Konferenciatorna-bajnok |                                             |                                             |                                             |                                             |

## Fordítás
- Ez a szócikk részben vagy egészben  a   Ritchie McKay című angol Wikipédia-szócikk ezen változatának fordításán alapul.  Az eredeti cikk szerkesztőit annak laptörténete sorolja fel. Ez a jelzés csupán a megfogalmazás eredetét és a szerzői jogokat jelzi, nem szolgál a cikkben szereplő információk forrásmegjelöléseként.